# Campeonato de Francia de Rugby 15 1962-63
El Campeonato de Francia de Rugby 15 1962-63 fue la 64.ª edición del Campeonato francés de rugby.
El campeón del torneo fue el equipo de Mont-de-Marsan quienes obtuvieron su primer campeonato.

## Desarrollo

### Segunda Fase
| - Agen - SBUC - Lannemezan - La Voulte - Dijon - Marmande - Perpignan - Saint-Sever - Vichy - Béziers - Biarritz - Brive - Chalon - Angoulême - Limoges - Toulouse Olympique EC | - Paris Université Club - Toulouse - Lourdes - Mazamet - Montauban - Albi - Bayonne - Tyrosse - Aurillac - Dax - Touloun - Vienne - Mont-de-Marsan - Espéraza - Romans - Narbonne |

| - Castres - Lyon OU - Périgueux - Racing - Chambéry - Stade Beaumontois - Saint-Claude - La Rochelle - Auch - Cahors - Graulhet - Montferrand - Valence - Carmaux - Cognac - Le Creusot |